# 優しさの理由
「優しさの理由」（やさしさのりゆう）は、ChouChoの楽曲。4枚目のシングルとして2012年5月2日にLantisから発売された。

## 概要
ヒャダインとのスプリットシングル「Million of Bravery」から1ヵ月半ぶり（本人単独名義としては「ハルモニア」以来約5ヶ月半ぶり）にして、ChouChoに改名後初のリリースとなる2012年1作目シングル。表題曲「優しさの理由」は、テレビアニメ『氷菓』のオープニングテーマに使用された。なおCDジャーナルは、「清涼感あふれるバック・トラックとギターが爽やかな風を運ぶポップ・ナンバー」と評した。

## チャート成績
初週3,714枚を売り上げ、2012年5月14日付オリコン週間シングルランキングで初登場28位を獲得した。同年6月18日付週間シングルランキングで、セールス1万枚突破。チャート登場回数は13回。累計13,112枚のセールスを記録した。

## 収録曲
1. 優しさの理由
作詞 - こだまさおり、作曲・編曲 - 宮崎誠
テレビアニメ『氷菓』オープニングテーマ
歌詞にはChouCho曰く「学生時代の心のモヤモヤや未来への期待感」が込められており、ChouCho自身も奉太郎の視点で歌っている。曲調はAパートはアンニュイで、サビは爽快感が現れている[3]。
ChouChoによれば、デモテープを少し聴いただけで涙が出るほど感動したという[3]。
2. 木漏れ日色の記憶
作詞 - こだまさおり、作曲・編曲 - 矢吹香那
3. 青空の鼓動
作詞 - ChouCho、作曲 - 川副克弥、編曲 - 福富雅之
4. 優しさの理由（Off Vocal）
テレビ朝日系列『ミュージックステーション』の『ジェネレーション♪ソング』コーナーのBGM。
5. 木漏れ日色の記憶（Off Vocal）
6. 青空の鼓動（Off Vocal）

DVD（初回限定盤）
1. 優しさの理由（MUSIC CLIP）

## 演奏
優しさの理由
- 宮崎誠：Guitar, All Other Instruments, Programming
- 田辺トシノ：Bass
- 佐野康夫：Drums

木漏れ日色の記憶
- 遠山哲朗：Guitar
- 矢吹香那：All Other Instruments, Programming

青空の鼓動
- 福富雅之：Guitar, All Other Instruments, Programming

## 収録アルバム
| 曲名             | 収録アルバム                     | 発売日         | 備考                                 |
| ---------------- | -------------------------------- | -------------- | ------------------------------------ |
| 優しさの理由     | 『flyleaf』                      | 2012年8月8日   | 1stオリジナルアルバム                |
| 優しさの理由     | 『ChouCho ColleCtion "bouquet"』 | 2016年5月25日  | ベストアルバム                       |
| 優しさの理由     | 『naked garden』                 | 2019年11月27日 | アコースティック・バージョンで収録。 |
| 優しさの理由     | 『ChouCho the BEST』             | 2021年12月8日  | ベストアルバム                       |
| 木漏れ日色の記憶 | 『flyleaf』                      | 2012年8月8日   | 1stオリジナルアルバム                |
| 青空の鼓動       | 『flyleaf』                      | 2012年8月8日   | 1stオリジナルアルバム                |

## カバー
優しさの理由
- MindaRyn - 6thシングル「SURVIVE」（2023年5月24日発売）に「The Reason of Kindness (English Version)」として収録。曲はロック調にリアレンジされ、歌詞も英詞になっている[4]。